# Sneschana Russewa-Hoyer
Sneschana Russewa-Hoyer (Krušari, 10 gennaio 1953) è una medaglista bulgara.
Lei e suo marito Heinz Hoyer hanno realizzato il disegno dell'aquila che si trova sulla faccia nazionale delle monete da 1 e 2 euro tedesche.